# Зари, Коннор
Коннор Зари (англ. Connor Zary; род. 25 сентября 2001, Саскатун, Саскачеван) — канадский хоккеист, нападающий клуба национальной хоккейной лиги «Калгари Флэймз» (с 2023 года).

## Биография
Коннор родился 25 сентября 2001 года в Саскатуне, в Канаде.

### Карьера в клубе
После трёх выдающихся сезонов в составе канадского "Камлупс Блэйзерс", выступающей в Западной хоккейной лиге, Зари рассматривался многими клубами как один из лучших игроков, получивших право на участие в драфте НХЛ 2020 года. Центральное скаутское бюро НХЛ признало Зари 15-м лучшим североамериканским хоккеистом, имеющим право на участие в драфте 2020 года
На драфте, который был перенесен с обычной даты в конце июня на 6 октября 2020 года, Коннор был выбран "Калгари Флэймз" под общим 24-м номером. 31 декабря "Флэймз" подписали с Зари трёхлетний контракт.
1 ноября 2023 года Зари дебютировал в НХЛ в составе "Флэймз", забив свой первый гол в карьере в матче против "Даллас Старз", однако его клуб проиграл со счетом 4:3. В сезоне 2023/2024 годов каналец отыграл 63 матча, забил 14 шайб и сделал 20 результативных передач. 

## Карьера в сборной
В 2019 году вызывался в состав сборной Канады среди игроков до 18 лет. На чемпионате мира 2019 года среди юниорских команд в составе сборной стал четвёртым, сыграл во всех семи играх, забил 4 шайбы, сделал 3 результативных передачи. 
В конце 2020 года был приглашён в сборную Канады для участия в молодёжном чемпионате мира. В составе сборной завоевал серебряные медали, сыграл семь матчей, выполнил две результативные передачи. 